# Kappa1 Lupi
Kappa1 Lupi (62 Lupi) é uma estrela na direção da constelação de Lupus. Possui uma ascensão reta de 15h 11m 56.16s e uma declinação de −48° 44′ 15.7″. Sua magnitude aparente é igual a 3.88. Considerando sua distância de 182 anos-luz em relação à Terra, sua magnitude absoluta é igual a 0.14. Pertence à classe espectral B9V.